# 原子力損害賠償・廃炉等支援機構
原子力損害賠償・廃炉等支援機構（げんしりょくそんがいばいしょう・はいろとうしえんきこう、英語: Nuclear Damage Compensation and Decommissioning Facilitation Corporation）は、2011年3月の福島第一原子力発電所事故に伴って官民共同出資で設立された、原子力損害賠償・廃炉等支援機構法（平成23年法律第94号、旧：原子力損害賠償支援機構法）に基づく日本の認可法人。略称は、原賠機構。
所管は内閣府原子力損害賠償・廃炉等支援機構担当室。現在は内閣府科学技術・イノベーション推進事務局統括官の渡邊昇治が室長を併任している。

## 沿革
- 2011年8月3日 - 原子力損害賠償支援機構法が成立。
- 2011年9月12日 - 杉山武彦が設立登記を行い原子力損害賠償支援機構発足。
- 2011年11月9日 - 福島事務所を設置[2]。
- 2014年5月14日 - 原子力損害賠償支援機構法の一部を改正する法律が成立[3]。
- 2014年8月18日 - 改正法が施行、原子力損害賠償・廃炉等支援機構に改組。廃炉等技術委員会が新設される[4]。

## 概要
原子力損害の賠償に関する法律が定める賠償措置額（1200億円）を超える原子力損害が生じた場合において「原子力事業者が損害を賠償するために必要な資金の交付その他の業務を行うことにより、原子力損害の賠償の迅速かつ適切な実施を確保するとともに電気の安定供給その他の原子炉の運転等に係る事業の円滑な運営の確保を図り、もって国民生活の安定向上および国民経済の健全な発展に資することを目的」（設立根拠法第1条）に、2011年9月に原子力損害賠償機構（英語: Nuclear Damage Liability Facilitation Fund）として設立された。官民共同出資（資本金: 日本国政府70億円、原子力事業者等12社70億円、計140億円）で設立されているが、設立根拠法により、理事長と監事の任命権は日本国政府が有しており、運営委員、廃炉等技術委員、副理事長および理事の任命や業務計画、予算、資金計画などには、日本国政府の認可が必要である。また、機構の業務に関して日本国政府は、監督上必要な命令をすることができるとされている。人的関係においても、当機構の副理事長は警察庁OB、3名の常勤理事のうち2名は財務省と経済産業省からの出向者、1名は国立研究開発法人（旧動燃、現原子力機構）の元役職員となっている。
国の責務として「国は、これまで原子力政策を推進してきたことに伴う社会的な責任を負っていること」に鑑み、機構が前述の「目的を達することができるよう、万全の措置を講ずるものとする」（設立根拠法第2条）とされており、さしあたり当機構は、東京電力ホールディングスが福島第一原発事故の被害者に損害賠償する資金を、日本国政府が肩代わりする仕組みとして機能している。2011年（平成23年）11月以来、当機構は東京電力への資金交付を続けている。当初、原資は日本国政府の交付に頼っていた。巨額ゆえ交付国債の償還は済し崩しであった。原子力事業者からも一般負担金が当機構へ納付されたが十分ではなかった。資金不足となり、2012年（平成24年）6月からは、日本国政府から保証を受けて、民間より借り入れている。個別金融機関の入札結果は伏せられている。また、2013年（平成25年）11月からは政府保証債を発行している。基本的に国内のメガバンクに引受けられているが、三菱UFJモルガン・スタンレー証券は特筆に値する。
2012年（平成24年）7月には、東京電力（現東京電力ホールディングス）が発行した優先株式を引き受ける形で、同社に対して1兆円を出資。議決権ベースで過半数強を有する筆頭株主（支配株主）となっている。これにより、東京電力ホールディングスは当機構を介して実質国有化され、国の管理下にある。当機構の連絡調整室長（経済産業省からの出向者、同省課長級）が東京電力ホールディングスの取締役・執行役会長補佐兼社長補佐兼経営企画担当（共同）に就いている。
2014年（平成26年）2月、日本国政府は東電福島第一原発の廃炉 や汚染水対策への国の関与拡大を決定。設立根拠法の改正により、原子力事業者が設置した発電用原子炉施設又は実用再処理施設が特定原子力施設として指定された場合において「原子力事業者が廃炉等を実施するために必要な技術に関する研究及び開発、助言、指導及び勧告その他の業務を行うことにより、廃炉等の適正かつ着実な実施の確保」を図ることが機構の目的に加えられた。同年8月18日、原子力損害賠償・廃炉等支援機構に改組、廃炉等技術委員会が新設された。
2022年度末現在、東京電力ホールディングスへの資金援助の総額は11兆円強（資金の交付：10兆5382億円、株式の引受け：1兆円）である。大部分は、国から交付を受けた交付国債（累計13兆5000億円）の償還、市中からの政府保証付きの借り入れ、政府保証債券の発行により調達されている。株式の引受け以外の資金援助（特別資金援助）は無利子の融資であり、仮に将来的に負担金として全額が返済されたとしても、国は1千億～2千億円の利払いを負担することになる。東京電力ホールディングスは、機構からの交付資金を特別利益として会計処理しており、バランスシートに負債として計上していない。東京電力ホールディングスは、機構からの資金援助を収益と認識する会計方針について「（資金交付金の）申請にあたっては、資金援助の内容や額について、原子力損害賠償支援機構と調整していることや、機構法の趣旨などを勘案すれば、申請を行った時点で、原子力損害賠償支援機構資金交付金を受け取る起因が発生しており、実質的に収益が実現している」と説明している。
内閣府原子力委員会の原子力損害賠償制度専門部会は、2015年（平成27年）5月から賠償制度を見直している。賠償制度の再検討はプライス・アンダーソン法や国際条約による諸外国の制度を参考に行われている。2016年（平成28年）1月20日に開かれた6回目の専門部会では、三菱UFJモルガン・スタンレー証券の又吉由香が有限責任化を主張した。又吉は2010年（平成22年）12月から、原子力政策大綱の新たな策定審議に参加していた。福島第一原子力発電所事故で審議は中断し、2011年（平成23年）9月に再開されたのも束の間、委員会が核燃料サイクル政策を巡り、原子力推進側だけを集めた勉強会で、政策選択肢の原案を事前に配布していたことが発覚してしまい、2012年（平成24年）5月を最後に再び審議中断、そのまま10月正式に中止となった。

## 組織
- 所在地：
  - 本部：東京都港区赤坂一丁目11-44 赤坂インターシティ11階
  - 福島事務所：福島県郡山市駅前一丁目15-6 明治安田生命ビル1階
  - 福島第一原子力発電所現地事務所： 福島県双葉郡楢葉町大字山田岡字美シ森8-57
- 理事長：山名元 - 京都大学名誉教授、元京都大学原子炉実験所教授、前技術研究組合国際廃炉研究開発機構理事長、元動力炉・核燃料開発事業団主任研究員
  - 副理事長：植松信一 - 元警察官僚、元内閣情報官、元大阪府警本部長
- 理事[17][18]
  - 佐藤正之 - 元神戸税関長（財務省から当機構への役員出向）
  - 高畠昌明 - 元日本貿易振興機構ベルリン事務所長（経済産業省から当機構への役員出向）
  - 大谷吉邦 - 元日本原子力研究開発機構東海研究開発センター核燃料サイクル工学研究所所長、元同機構理事、前同機構特別顧問
  - 岸郁子（非常勤） - 四谷番町法律事務所弁護士
  - 松井三生（非常勤） - 中国電力株式会社顧問、元同社取締役副社長
- 監事：関根愛子 - 公認会計士、元日本公認会計士協会会長
- 運営委員会委員[19]
  - 伊藤邦雄 - 一橋大学大学院商学研究科特任教授、元日本会計研究学会会長
  - 遠藤典子 - 慶應義塾大学大学院政策・メディア研究科特任教授、元週刊ダイヤモンド編集部副編集長
  - 大橋弘 - 東京大学公共政策大学院院長
  - 北村清士 - 東邦銀行相談役
  - 進藤孝生 - 日本製鉄代表取締役会長
  - 増田寛也 - 日本郵政取締役兼代表執行役社長
  - 又吉由香 - みずほ証券サステナビリティ推進部 サステナビリティ戦略開発室 上席研究員
- 廃炉等技術委員会委員[20]
  - 斎藤保 IHI相談役
  - 角山茂章 - 前福島県危機管理部原子力対策監
  - 近藤駿介（委員長） - 東京大学名誉教授、元東京大学大学院工学系研究科教授・原子力研究総合センター長、原子力発電環境整備機構理事長、元原子力委員会委員長
  - 室伏きみ子 - お茶の水女子大学名誉教授・前学長
  - 山内隆司 - 日本建設業連合会会長
  - 児玉敏雄 - 独立行政法人日本原子力研究開発機構理事長
- 海外特別委員（大臣認可は不要）
  - ポール・ディックマン - アルゴンヌ国立研究所シニア・ポリシー・フェロー
  - マイク・ウエイトマン - 元英国原子力規制庁長官
  - エイドリアン・シンパー 英国原子力廃止措置機構最高科学責任者
  - ヴァンサン・ゴルグ フランス原子力・代替エネルギー庁デコミュッショニング・解体最高責任者
- 設立目的：大規模な原子力損害が発生した場合において、原子力事業者の損害賠償のために必要な資金の交付等の業務を行うことにより、原子力損害賠償の迅速かつ適切な実施及び電気の安定供給等の確保を図ることを目的として設立。
- 資本金等
  - 資本金：140億円
    - 政府出資：70億円
    - 原子力事業者等12社：70億円

  - 負担金
    - 一般負担金（原子力事業者による積立）
    - 特別負担金（資金援助を受けた原子力事業者からの返済）

  - 交付国債
    - 賠償のための資金交付の原資として国から交付される国債。現在、累計9兆円が交付されている。

  - 借入等
    - 市中からの政府保証付きの借り入れや政府保証債券の発行による資金調達
      - 政府保証枠は毎年度の一般会計予算総則に規定。政府保証枠： 2016年度の政府保証枠は4兆円。

- 事業内容
  - 賠償支援
    - 原子力事業者からの負担金収納
    - 原子力事業者への損害賠償への資金援助
    - 被害者への情報提供
    - 受託仮払金の支払業務

  - 廃炉等支援
    - 廃炉等を実施するために必要な技術に関する研究及び開発
    - 原子力事業者への廃炉等に関する専門技術的な助言・指導・勧告
    - 廃炉等に関する情報提供業務

## 財政

### 事業者への資金援助

#### 資金交付
- 2022年度末までに累計13兆4058億円を東京電力に資金交付している[21][22]。
  - 2011年度 - 6636億円
  - 2012年度 - 1兆5677億円
  - 2013年度 - 1兆4557億円
  - 2014年度 - 1兆443億円
  - 2015年度 - 1兆2127億円
  - 2016年度 - 1兆1418億円
  - 2017年度 - 8939億円
  - 2018年度 - 7970億円
  - 2019年度 - 5200億円
  - 2020年度 - 5214億円
  - 2021年度 - 4101億円
  - 2022年度 - 6173億円
  - 2023年度 - 2141億円
  - 2024年度 - 1768億円

#### 株式の引受
- 2012年7月31日 - 東京電力が発行した優先株式を引き受ける形で、同社に対して1兆円の資金援助を行う[6]。議決権ベースで50.11%（有議決権株式への転換権のある無議決権優先株式を合わせると、潜在的には3分の2超）を有する筆頭株主および親会社以外の支配株主となる。

### 一般負担金の収納状況
- 2011年度 - 815億円
- 2012年度 - 1008億円
- 2013年度 - 1630億円
- 2014年度 - 1630億円
- 2015年度 - 1630億円
- 2016年度 - 1630億円
- 2017年度 - 1630億円
- 2018年度 - 1630億円
- 2019年度 - 1630億円
- 2020年度 - 1935億円
- 2021年度 - 1947億円
- 2022年度 - 1947億円
- 2023年度 - 1947億円
- 2022年度 - 1947億円
- 累計 - 2兆2956億円

### 特別負担金の収納状況
- 2011年度 - 0円
- 2012年度 - 0円
- 2013年度 - 500億円
- 2014年度 - 600億円
- 2015年度 - 700億円
- 2016年度 - 1100億円
- 2017年度 - 700億円
- 2018年度 - 500億円
- 2019年度 - 500億円
- 2020年度 - 500億円
- 2021年度 - 400億円
- 2022年度 - 0円
- 2023年度 - 600億円
- 2024年度 - 600億円
- 累計 - 6700億円

## 関係法令
- 原子力損害賠償・廃炉等支援機構法
  - 原子力損害賠償・廃炉等支援機構法施行令（平成二十三年政令第二百五十七号）、デジタル庁e-Gov法令検索
  - 原子力損害賠償・廃炉等支援機構の廃炉等技術委員会の委員及び廃炉等に係る業務運営に関する省令、デジタル庁e-Gov法令検索
  - 原子力損害賠償・廃炉等支援機構の業務運営に関する命令、デジタル庁e-Gov法令検索
  - 原子力損害賠償・廃炉等支援機構に交付される国債の発行等に関する省令、デジタル庁e-Gov法令検索
  - 原子力損害賠償・廃炉等支援機構の廃炉等積立金管理等業務に係る業務運営並びに財務及び会計に関する省令、デジタル庁e-Gov法令検索

- 平成二十三年原子力事故による被害に係る緊急措置に関する法律

- 原子力損害の賠償に関する法律
  - 原子力損害の賠償に関する法律施行規則（昭和三十七年総理府令第五号）、デジタル庁e-Gov法令検索
  - 原子力損害賠償補償契約に関する法律（昭和三十六年法律第百四十八号）、デジタル庁e-Gov法令検索
  - 原子力損害賠償補償契約に関する法律施行令（昭和三十七年政令第四十五号）、デジタル庁e-Gov法令検索

- 閣議決定等
  - 東京電力株式会社福島原子力発電所事故に係る原子力損害の賠償に関する政府の支援の枠組みについて（2011年5月13日、原子力発電所事故経済被害対応チーム関係閣僚会合決定）
  - 東京電力株式会社福島原子力発電所事故に係る原子力損害の賠償に関する政府の支援の枠組みについて（2011年6月14日、閣議決定）